# Oldboy
Oldboy (Hangul: 올드보이) là một bộ phim Neo-noir, hành động giật gân của điện ảnh Hàn Quốc ra mắt năm 2003, được đạo diễn và biên kịch bởi Park Chan-wook. Phim có sự tham gia diễn xuất của nam diễn viên Choi Min-sik trong vai chính. Cốt truyện của Oldboy được lấy cảm hứng từ bộ truyện tranh cùng tên của hai tác giả Garon Tsuchiya và Nobuaki Minegishi.
Đây là tác phẩm thứ hai của đạo diễn Park trong bộ ba phim lấy đề tài báo thù của ông, mở đầu với Sympathy for Mr. Vengeance (2002) và kết thúc với Sympathy for Lady Vengeance (2005).
Ngay từ khi ra mắt, phim gây chú ý lớn tại không chỉ Hàn Quốc mà còn cả các nước phương Tây và cho tới nay được cộng đồng phim quốc tế xem như một trong những bộ phim châu Á hay nhất mọi thời đại. Oldboy về nhì tại Liên hoan phim Cannes 2004, nhận được giải Grand Prix từ ban giám khảo và được cá nhân chủ khảo Quentin Tarantino đánh giá rất cao. Tác phẩm cũng nhận được nhiều lời khen ngợi dành cho các phân cảnh hành động, nhất là các trường đoạn chiến đấu được quay liền mạch.
Chuyện phim bắt đầu vào năm 1988, một người đàn ông có tên Oh Dae-su bị đưa vào đồn tạm giam vì uống say và gây gổ với người khác. Sau khi được một người bạn bảo lãnh, Dae-su đã biến mất mà không hề để lại dấu vết nào.
Khi tỉnh dậy, Dae-su phát hiện mình bị nhốt trong một căn phòng rẻ tiền, thứ duy nhất kết nối ông với thế giới bên ngoài chỉ là một chiếc TV cũ kĩ. Và từ đó, ông nghe tin vợ mình bị sát hại, đối tượng tình nghi lớn nhất lại là chính ông, đứa con gái duy nhất thì được nhận làm con nuôi tại Thụy Điển. Nỗi đau và căm thù lên đến cực hạn mà chẳng thể làm gì, ông chỉ có thể luyện tập võ nghệ thông qua chiếc TV. Cứ như vậy, Dae-su bị bắt giam suốt 15 năm mà không hề có một lời giải thích.
15 năm sau, cũng bất ngờ và chẳng hề báo trước như đêm ông bị bắt, Dae-su được thả ra. Ông nhận được cuộc gọi từ kẻ bắt cóc và thách thức ông trả thù. Từ đây, Dae-su dấn thân vào hành trình tìm ra kẻ đã hủy hoại cuộc đời mình mà không biết rằng một cái bẫy kinh hoàng đang chờ ông ở phía trước.

## Nội dung
Năm 1988, một người doanh nhân tên Oh Dae-su bị bắt giữ tạm thời tại Sở Cảnh sát Seoul vì gây mất trật tự khi say xỉn. Sau khi ông được bảo lãnh ra bởi một người bạn thì bị bắt cóc và giam trong một căn phòng bí ẩn suốt 15 năm mà không rõ lý do. Trong lúc bị giam cầm, ông biết tin vợ mình bị sát hại mà bằng chứng thu thập tại hiện trường vụ án lại khiến ông trở thành kẻ tình nghi số một vào lúc đó và con gái ông thì được nhận nuôi bởi một cặp vợ chồng người Thụy Điển. Vì muốn trả thù cho gia đình, Dae-su đã luyện tập võ nghệ thông qua chiếc TV, sự kết nối duy nhất của ông với thế giới bên ngoài. Sau 15 năm ngục tù, ông được thả ra và vô tình gặp một cô gái trẻ tên Mi-do làm đầu bếp trong quán sushi.
Mi-do hỗ trợ Dae-su tìm kẻ đã giam cầm ông. Cuối cùng, ông biết được kẻ đó là một người đàn ông giàu có tên Lee Woo-jin. Woo-jin ra điều kiện với Dae-su rằng nếu Dae-su tìm được nguyên nhân tại sao mình bị giam cầm trong 5 ngày thì Woo-jin sẽ tự tử, còn nếu không thành thì Mi-do sẽ phải chết. Trong quá trình tìm hiểu, Dae-su và Mi-do nảy sinh tình cảm và cả hai đã ái ân với nhau. Dae-su sau đó biết được mình và Woo-jin từng học cùng trường Công giáo Evergreen và dẫn đến bí ẩn xoay quanh cái chết của Lee Soo-ah, chị gái của Woo-jin. Năm xưa Dae-su đã chứng kiến Woo-jin loạn luân với Soo-ah, sau đó ông kể lại với người bạn thân, dẫn đến việc có thêm nhiều sinh viên khác cũng biết chuyện. Tin đồn lan rộng và Soo-ah đã tự tử trong nỗi ô nhục, từ đó Woo-jin đau khổ tìm cách trả thù cho chị gái.
Dae-su đến tìm Woo-jin. Woo-jin thuật lại quá trình cho người thôi miên Dae-su và Mi-do để cả hai yêu nhau. Việc giam Dae-su trong khoảng thời gian 15 năm là đủ lâu để khiến ông quên đi con gái mình. Woo-jin cho Dae-su xem một album ảnh trong đó chỉ ra rằng Mi-do chính là con gái ruột của Dae-su. Điều này khiến Dae-su phát điên, cầu xin Woo-jin đừng nói cho Mi-do biết và đau khổ đến mức cắt đi lưỡi của mình. Woo-jin chấp nhận lời xin lỗi của Dae-su và bỏ mặc Dae-su trong nỗi dằn vặt. Bước vào thang máy, Woo-jin hồi tưởng lại khoảnh khắc Soo-ah tự tử và tự rút súng bắn vào đầu mình.
Một thời gian sau, Dae-su liên lạc với chuyên gia thôi miên của Woo-jin để nhờ cô giúp ông quên đi sự thật đau thương và tình cờ được Mi-do tìm thấy. Phim kết thúc với vẻ mặt hạnh phúc nhưng đau khổ của Dae-su, khiến người xem băn khoăn liệu sự thôi miên đã thực sự giúp ông quên đi sự thật tăm tối hay chưa.